# Питерсон, Джордан
Джо́рдан Бернт Пи́терсон (англ. Jordan Bernt Peterson; род. 12 июня 1962, Эдмонтон) — канадский клинический психолог, профессор психологии в Университете Торонто, писатель, автор YouTube-каналов.
В 1993—1997 годы работал в Гарвардском университете. Основными областями его изучения являются психология аномалий, социальная и личностная психология с особым интересом к психологии религиозных и идеологических убеждений, оценке и улучшению личности и производительности.
В своей первой книге «Карты смысла: архитектура веры» (1999) Питерсон описывает теорию о том, как люди конструируют смысл, формируют убеждения и создают повествования. Автором были рассмотрены несколько академических областей для описания структуры систем верований и мифов, их роли в регуляции эмоций, создании смысла и некоторых других тем, таких как мотивация геноцида.
Во второй книге «12 правил жизни: противоядие от хаоса» (2018) Питерсон обсуждает дисциплину, ответственность, свободу и приключения. Книга возглавляла списки бестселлеров в Австралии, Канаде, Франции, Германии, США и Великобритании, было продано более 6 млн экземпляров по всему миру.
Третья книга Питерсона «Beyond Order: 12 More Rules for Life» (2021) была опубликована на английском языке 2 марта 2021 года. Автор предлагает дюжину новых правил, организованных вокруг идеи о том, что, помимо борьбы с хаосом, который постоянно угрожает поглотить нашу жизнь, мы также должны найти способы жить с ним. Эта книга, пишет Питерсон, является попыткой объяснить, «как можно с выгодой избежать опасностей, связанных с чрезмерной безопасностью и контролем». Книга стала бестселлером по версии Amazon в США и Канаде, переведена на многие языки.
В 2013 году Питерсон зарегистрировал канал на YouTube под названием JordanPetersonVideos и сразу же начал загружать записи лекций и интервью. Самые ранние датированные записи относятся к лекциям Гарварда в 1996 году. К августу 2021 года количество подписчиков на JordanPetersonVideos составило 3,9 миллиона, а общее количество просмотров превысило 251 миллион. В 2020—2021 были запущены YouTube каналы и другие социальные сети на русском, корейском, арабском, испанском, португальском языках, общее количество подписчиков составляет более 350 тыс. чел. Питерсон появлялся во многих подкастах, сериалах, а также в других онлайн-шоу. В декабре 2016 года Питерсон запустил подкаст «Джордан Б. Питерсон». В марте 2019 года подкаст присоединился к сети Westwood One с дочерью Питерсона в качестве соведущей в некоторых эпизодах.
В 2016 году Питерсон опубликовал серии видео на своём канале в YouTube, в которых подверг критике законопроект Канадского парламента Билль C-16, «Закон о внесении изменений в Закон о правах человека Канады и Уголовный кодекс» (полное название: An Act to amend the Canadian Human Rights Act and the Criminal Code), в котором речь шла об обязательном использовании гендерно-нейтральных местоимений по отношению к трансгендерным людям. Профессор Джордан Питерсон назвал законодательное регулирование речи фашизмом, чем и спровоцировал дискуссию сначала в рамках университета, а позже и в общественных кругах Канады и США.
Питерсон приостановил клиническую практику и преподавание к 2018 году, когда опубликовал свою вторую книгу «12 правил жизни: противоядие от хаоса». В 2019 и 2020 годах Питерсон был вынужден снизить рабочую активность в связи с болезнью. В 2021 году он опубликовал свою третью книгу, Beyond Order: 12 More Rules for Life, и вернулся к записи подкастов.
В 2018 году Келефа Санне (Kelefa Sanneh) написал в New Yorker, что Питерсон «в настоящее время является одним из самых влиятельных — и поляризующих — общественных интеллектуалов в англоязычном мире».

## Биография

### Детство и юношество
Джордан Питерсон родился 12 июня 1962 года в Эдмонтоне. Является старшим из трёх детей в семье Уолтера и Беверли Питерсонов. Отец работал школьным учителем, а мать — библиотекарем в кампусе Фэрвью Регионального колледжа Гранд-Прери.
Когда ему было 13 лет, его школьный библиотекарь Сэнди Нотли — мать Рэйчел Нотли, лидера Новой демократической партии Альберты и 17-го премьер-министра Альберты, познакомила Джордана с работами Джорджа Оруэлла, Олдоса Хаксли, Александра Солженицына и Айн Рэнд. Он также работал в Новой демократической партии на протяжении всех своих подростковых лет, но разочаровался в ней и покинул НДП в возрасте 18 лет.

### Образование
После окончания средней школы Фэрвью в 1979 году Питерсон поступил в Региональный колледж Гранд-Прери, где изучал политологию и английскую литературу. Позже он перешел в Альбертский университет, который окончил со степенью бакалавра гуманитарных наук в политологии в 1982 году. После этого он уехал на год в Европу. Там он начал изучение психологических истоков холодной войны, европейского тоталитаризма 20-го века и работ Карла Юнга, Фридриха Ницше, Александра Солженицына и Фёдора Достоевского. Затем он вернулся в Альбертский университет и получил степень бакалавра гуманитарных наук в психологии в 1984 году. В 1985 году он переехал в Монреаль, чтобы поступить в Университет Макгилла. Он получил докторскую степень в области клинической психологии под руководством Роберта О. Пихла в 1991 году и до июня 1993 года оставался постдокторантом в Douglas Hospital Макгилла, работая с Пихлом и Морисом Донье.

### Карьера
С июля 1993 года по июнь 1998 года Питерсон жил в Арлингтоне, штат Массачусетс, преподавал и проводил исследования в Гарвардском университете в качестве ассистента и доцента на факультете психологии. Во время своего пребывания в Гарварде изучал агрессию, возникающую в результате злоупотребления наркотиками и алкоголем, руководил рядом нетрадиционных диссертаций. В июле 1998 года он вернулся в Канаду и стал профессором в Торонтском университете.
Большую часть своей карьеры Питерсон вёл активную клиническую практику, посещая около 20 человек в неделю. Активно работал в социальных медиа, и в сентябре 2016 года выпустил серию видеороликов, в которых критиковал Билль С-16. В 2017 году он решил приостановить клиническую практику, а в 2018 году временно приостановил преподавание из-за новых проектов.

## Личная жизнь
Питерсон с 1989 года женат на Тамми Робертс (англ. Tammy Roberts), род. 3 июня 1965. У них есть сын Джулиан и дочь Микейла.
В 2016 году у Питерсона возникла тяжелая аутоиммунная реакция на пищу, и ему прописали клоназепам. С того же времени Питерсон начал придерживаться жесткого режима питания, т. н. «диеты хищника», вариант «палеолитической диеты», состоящей, в основном из говядины, чтобы побороть депрессию и аутоиммунные заболевания. Популяризаторами такой диеты являются атлет Крис Белл, чемпион по спортивной гребле и хирург-ортопед Шон Бейкер, дочь Питерсона Микейла, блоггер и диетолог, не имеющая медицинского образования, и некоторые другие медийные личности и спортсмены. По утверждениям дочери Питерсона, у него возникли «аутоиммунные реакции на потребляемую еду, включая псориаз и увеит», что и привело к мясной диете. В апреле 2019 года назначенная ему доза клоназепама была увеличена, чтобы справиться с тревогой, которую он испытывал в результате диагноза рака у его жены. Через несколько месяцев он предпринял различные попытки уменьшить потребление или вообще прекратить прием препарата, но испытал бензодиазепиновый абстинентный синдром, включая акатизию. У Питерсона возникла тяжелая зависимость от бензодиазепинов, которые он принимал для лечения аутоиммунных нарушений.
По словам Микейлы, Питерсон и его семья не смогли найти в Северной Америке врачей, которые были бы готовы удовлетворить их желания в отношении лечения, поэтому в январе 2020 года Питерсон, его дочь и её муж вылетели в Москву для лечения. По прибытии врачи диагностировали у Питерсона пневмонию обоих легких, и он был помещен в медикаментозную кому на восемь дней. Питерсон провел четыре недели в отделении интенсивной терапии, в течение которых он предположительно продемонстрировал временную потерю моторики. Через несколько месяцев после лечения в России Питерсон и его семья переехали в Белград для дальнейшего лечения. В июне 2020 года Питерсон впервые за год появился на публике, когда он появился в подкасте своей дочери, записанном в Белграде. Он сказал, что «вернулся к своему обычному состоянию», не считая усталости, и осторожно оптимистично оценивал свои перспективы. Он также сказал, что хотел предупредить людей об опасности длительного употребления бензодиазепинов (класса препаратов, который включает клоназепам).
В августе 2020 года его дочь объявила, что её отец заразился COVID-19 во время пребывания в больнице в Сербии. Два месяца спустя Питерсон опубликовал на YouTube видео, в котором сообщил, что вернулся домой и намеревается возобновить работу в ближайшем будущем. К ноябрю 2020 года Питерсон вернулся домой в Канаду в «намного лучшем состоянии».

## Канал YouTube, подкасты и социальные сети
29 июня 2022 года учетная запись Питерсона в Твиттере была заблокирована в соответствии с «политикой разжигания ненависти» после публикации твита с «неверным определением пола» и деднеймингом трансгендерного актера Эллиота Пейджа. Питерсон сказал, что его уведомили о том, что ему потребуется удалить твит, чтобы восстановить доступ к своей учетной записи, что, по его словам, он «скорее умрёт, чем сделает это». YouTube демонетизировал два видео Питерсона, одно о его блокировке в Твиттере, а другое видео, в котором он сказал, что уход с подтверждением пола был «неправильным на уровне нацистского медицинского эксперимента».

## Политические взгляды
Женская проблематика
Свою известность Джордан Питерсон приобрёл благодаря своим громким заявлениям на политическую тематику. Многие журналисты и политики причисляют его к альтернативным правым, так как он критикует концепции «привилегии белых», феминизма, левых идеологий в целом. Питерсон заявляет, что различия между мужчиной и женщиной имеют под собой более прочные основания, нежели лишь те, которые обусловлены социумом. Он негативно относится к современному состоянию института семьи и существующему по его мнению карьеризму среди женщин. Питерсон негативно относится к критике маскулинности в современном публичном пространстве и заявляет, что жестокость, в случаях, когда она исходит со стороны мужчин, происходит не из-за патриархального устройства социума, а из-за отсутствия постоянного партнёра, он выступает за постоянные, долгосрочные, семейные отношения. Питерсон считает, что иерархия в обществе неустранима, так как в её основании лежат объективные биологические причины.
Критика марксизма